# 永源寺跡
永源寺跡（えいげんじあと）は、滋賀県東近江市にある、臨済宗永源寺派の本山である瑞石山永源寺の一部が、かつて現在の三重県いなべ市にも存在したとされている寺院跡のことである。

## 概要
永禄年間（1558年 - 1570年）織田信長家臣である滝川一益の軍勢が、寺を焼き払いながらこの地へ迫ってきたことを知り、永源寺の僧は寺の宝物などを持ち、西側に位置する鈴鹿山脈を越えて、滋賀県にある現在の永源寺に移ったとされる。いなべ市にあった永源寺の建物は焼き払われたので、現在では水田周辺に石垣の一部が残されている。地元の伝承では、兵火を逃れるため、一夜にして竜ヶ岳の南側にある石榑峠を越えて、近江の地へ移ったとされているが、永源寺側の記録には一切ふれられておらず、｢康安元年（1361年）近江の国守佐々木六角氏頼公が寂室禅師を招請して永源寺を創建｣と記されているのみである。
室町幕府の時代、後の七和村、現在の桑名市に「森忠」という地名があり、永源寺領であったとの記録があり、『勢桑見聞略志』によると、石部神社（三重県いなべ市大安町石榑南2017）の神宮寺であったとも記されている。現在「石榑南大門」、「寺内」という地名があり、これも永源寺に関係しているといわれる。

## 六角氏頼の子孫である種村氏
永源寺跡から東へ約4kmの地に金井城址（三重県いなべ市北金井字亀谷1206～1226）がある。「員弁郡郷土資料」によれば、六角氏頼の子孫である種村大蔵太夫高盛が、永正2年(1505年)に築いたとされる。伊勢国員弁郡に永源寺の一部が存在したのは種村氏が開山した可能性が考えられる。天正4年(1576年)に種村千代次秀信は、信長配下の滝川一益によって長島城におびき寄せられて自刃し、種村氏は滅亡した。

## 所在地
- 三重県いなべ市大安町石榑南

## 周辺
- 宇賀渓
- 竜ヶ岳
- 石榑峠

## アクセス
- 国道306号より国道421号を西へ入る。
  - 永源寺跡とされている石垣が残る地点から国道421号（八風街道）を登り、石榑峠を越え永源寺ダムを過ぎると、瑞石山永源寺がある。